# 2018年のブラジル
2018年のブラジル （2018ねんのブラジル）では、2018年のブラジルに関する出来事について記述する。

## 国家元首等
- 大統領
  - 第37代: ミシェル・テメル （ブラジル民主運動党、2016年8月31日 - ）
- 副大統領
  - 空席 （2016年8月31日 - ）
- 連邦最高裁判所長官
  - 第47代: Cármen Lúcia （2016年8月12日 - ）
- 連邦上院議長
  - 第66代: Eunício Oliveira （ブラジル民主運動党、2017年2月1日 - ）
- 連邦下院議長
  - 第54代: Rodrigo Maia （民主党、2016年7月14日 - ）

## できごと

### 10月
- 10月7日・28日 - 2018年ブラジル総選挙（大統領選挙含む）。